# Ludwig Schick
Ludwig Schick (Marburg, 22 september 1949) is een Duits geestelijke en aartsbisschop van de Rooms-Katholieke Kerk.
Na zijn priesterwijding in 1975 werkte hij als kapelaan in Neuhof en kreeg hij een studieopdracht. Na het behalen van het doctoraat was hij werkzaam aan de kerkelijke rechtbank van het bisdom Fulda. In 1995 werd hij vicaris-generaal van dit bisdom. Wegens bewezen diensten werd hij in 1986 benoemd tot Kapelaan van Zijne Heiligheid en in 1996 tot Ereprelaat van Zijne Heiligheid.
In 1998 werd Schick benoemd tot hulpbisschop van Fulda. Hij werd op 12 juli 1998 tot bisschop gewijd. Op 28 juni 2002 volgde de benoeming tot aartsbisschop van Bamberg.